# エイドリアン・ビームス
エイドリアン・ビームス（Adrienne Beames、1942年9月7日 - 2018年12月27日）は、オーストラリアの女性陸上競技（長距離走）選手で、しばしば「世界で初めてマラソンで3時間の壁を破った女性」として紹介される。

## 来歴
オーストラリアンフットボールやファーストクラス・クリケットの選手で、ジャーナリストでもあったパーシー・ビームズを父として生まれる。ランニングを始める前はテニスやスカッシュに秀でていた。

### 1971年のマラソン
1970年代初頭、女性のマラソンは強い反対論に直面していた。女子の公認陸上トラック競技の最長は1500mだった。ビームズが公式にマラソンに参加しようとして拒否されると、彼女とそのコーチであるフレッド・バーウィックはビクトリア州ウェリビーの公認コースでの女子招待レースを企画した。バーウィックの要求に対して、ビクトリア州女子アマチュア陸上競技協会は、レースの計時を拒否した。
1971年8月31日、ビームズがウェリビーのレースを2時間46分30秒で走り、ベス・ボナーが3か月前にフィラデルフィアのAAU東部地区チャンピオンシップで樹立した3時間01分42秒の記録を破ったと、バーウィックは主張した。いくつかの文献によれば、1974年10月27日にシャンタル・ラングラスがヌフブリザックで2時間46分24秒の記録を樹立するまで、記録を維持した。別のいくつかの文献はビームズの記録の正当性を疑い、ボナーが1971年9月19日にニューヨークシティマラソンで2時間55分22秒を記録したのが女子初の3時間突破であったとする。当時取材に当たったスポーツライターのジョン・クレイブンは、コースが必要な距離を満たしていたかどうかを疑問視した。一方、マラソン史に詳しい日本の高橋進は、「一部の者はその記録の真偽を疑った。後日、レースの模様が詳しく伝わり、この記録の真実性が裏付けられた」と著書に記し、アメリカではビームズの記録を認めなかったとしている。高橋によると、レースの参加者は18人でそのうち完走したのはビームスを含め15人だった。
「タイム・トライアル」と報じられたビームスの記録は、公式に検証されたり認められることはなかった。国際陸上競技連盟は、マラソン世界記録の推移において、この記録を認めていない。

### 1972年の活動
1972年1月を通して、ビームスのコーチであるフレッド・バーウィックは、実施した私的な複数のタイムトライアルをビームスは完走して複数の世界記録を樹立したと主張した。すなわち、5000mに15分48秒6、、1マイルに4分28秒8、1500mに4分09秒6、そして10000mに34分08秒である。これらはいずれも独立した監視員がおらず、疑問視された。
ビームスはシドニーで現地の公認機関の許可なくレースに出場したため、出場停止処分を下され、1972年ミュンヘンオリンピック出場の望みを絶たれた。

### その後
1970年代にビームスはアメリカ合衆国に移って学び、働き、そしてロードレースに出場した。ビームスは1974年まで、マラソンのほかに5000mと10000mの女子世界記録を保持した。ビームスは1977年10月10日にアリゾナ州スコッツデールのマラソンに出場して2時間46分32秒の公式記録を樹立した。しかし、コースをショートカットしたという理由で失格となった。1983年7月23日に初めて開催されたアシックス・ハーフマラソン（ゴールドコーストマラソンと同時開催）に1時間22分15秒で優勝した。
1990年にスポーツ科学のグラジュエート・ディプロマを取得した。